# タキタ
株式会社タキタは、福島県郡山市に本社を置いた、主に医薬品・医療用機器の卸業を営む企業だった。現在は、アルフレッサ ホールディングスグループの一社「恒和薬品」である。

## 沿革
- 1949年10月 -「久一有限会社 滝田薬局」として創業

## 営業所
福島市・郡山市・会津若松市・いわき市・原町市

## 主な取引メーカー
- 武田薬品
- 萬有製薬
- 住友製薬
- 日本新薬
- 協和発酵
- 旭化成
- ヘキストジャパン
- 興和新薬